# Iftekhar Ahmed Chowdhury
Pour les articles homonymes, voir Chowdhury.
Iftekhar Ahmed Chowdhury (né en 1946), est un homme politique bangladais, qui fut ministre des Affaires étrangères du Bangladesh du 18 janvier 2007 au 6 janvier 2009.
Il commence sa carrière diplomatique en tant qu'ambassadeur au Qatar de 1994 à 1996, puis il devient ambassadeur aux Nations unies de 1996 à 2000 à Genève et 2001 à 2007 à New York.